# Villa de Reyes
Villa de Reyes è una municipalità dello stato di San Luis Potosí, nel Messico centrale, il cui capoluogo è la omonima località.
Conta 46.898 abitanti (2010) e ha una estensione di 1.004,99 km².